# Cantó de Clarmont d'Alvèrnia Sud-Est
El cantó de Clarmont d'Alvèrnia Sud-Est és un cantó francès del departament del Puèi Domat, situat al districte de Clarmont d'Alvèrnia. Compta amb part del municipi de Clarmont d'Alvèrnia.

## Municipis
- Clarmont d'Alvèrnia

## Història
| Data d'elecció                           | Identitat        | Partit | Qualitat |
| ---------------------------------------- | ---------------- | ------ | -------- |
| 1982-2004                                | Jean Maisonnet   | PS     |          |
| 2004-                                    | Sylvie Maisonnet | PS     |          |
| les dades anteriors no són pas conegudes |                  |        |          |
|                                          |                  |        |          |

## Demografia
| 1962 | 1968 | 1975 | 1982 | 1990 | 1999 | 2007   |
| ---- | ---- | ---- | ---- | ---- | ---- | ------ |
| -    | -    | -    | -    | -    | -    | 18.691 |